# Peter Jäger (Arachnologe)
Peter Jäger (* 1968 in Paderborn) ist ein deutscher Arachnologe.

## Leben
Peter Jäger wurde in Paderborn geboren und wuchs dort auf. Im Jahr 2000 promovierte  er in Biologie am Institut für Zoologie der Johannes Gutenberg-Universität Mainz über die Diversität der Riesenkrabbenspinnen (Sparassoidea) im Himalaya. 2002 wurde er zum hauptamtlichen Leiter der Sektion Arachnologie der Abteilung terrestrische Zoologie am Senckenberg Forschungsinstitut und Naturmuseum Frankfurt ernannt. Er ist dort  Kurator der größten arachnologischen Sammlung Deutschlands mit über 500.000 Exemplaren und betreut dort auch die „Graue-Literatur-Sammlung“ der Arachnologischen Gesellschaft (über 200 Arbeiten).
Bisher beschrieb er über 300 neue Arten, die er zumeist auf Forschungsreisen in Südostasien sammelte. Besondere mediale Aufmerksamkeit erhielt er, als er 2001 die größte bekannte Spinne, die Laotische Riesenkrabbenspinne (Heteropoda maxima) aus Laos mit einer Beinspannweite von bis zu 30 cm, erstmals beschrieb. Auch die Benennung einiger Arten 2008 sorgte für größere mediale Rezeption: er benannte Arten aus der Familie der Riesenkrabbenspinnen nach unter anderen David Bowie (Heteropoda davidbowie), Nina Hagen und Udo Lindenberg. Seinen Forschungsschwerpunkt bilden die Taxonomie, Systematik, Zoogeographie und Evolution der Riesenkrabbenspinnen und die Funktionsmorphologie von Kopulationsorganen.
Peter Jäger ist Korrespondent der International Society of Arachnology für Deutschland und war von 2004 bis 2010 Vorstandsmitglied der Gesellschaft. Ebenfalls war er Vorstandsvorsitzender der Arachnologischen Gesellschaft (2004–2010), sowie Mitglied des Kuratoriums „Spinne des Jahres“ (2000–2009).

## Werke (Auswahl)
- Diversität der Riesenkrabbenspinnen im Himalaya – die Radiation zweier Gattungen in den Schneetropen (Araneae: Sparassidae: Heteropodinae). Hrsg.: Fritz F. Steininger (= Courier Forschungsinstitut Senckenberg (CFS). Nr. 232). E. Schweizerbart’sche Verlagsbuchhandlung, 2001, ISBN 3-510-61323-6, ISSN 0341-4116 (senckenberg.de [PDF]).
- A new species of Heteropoda (Araneae, Sparassidae, Heteropodinae) from Laos, the largest huntsman spider? In: Muséum national d’Histoire naturelle, Service des Publications Scientifiques (Hrsg.): Zoosystema. Band 23, Nr. 3, 2001, ISSN 1280-9551, S. 461–465 (englisch, mnhn.fr [PDF]).
- Revision of the huntsman spider genus Heteropoda Latreille 1804: species with exceptional male palpal conformations from Southeast Asia and Australia (Arachnida, Araneae, Sparassidae, Heteropodinae). In: Senckenbergiana Biologica. Band 88, Nr. 2, 2008, S. 239–310 (englisch).
- Cebrennus Simon, 1880 (Araneae: Sparassidae): a revisionary up-date with the description of four new species and an updated identification key for all species. In: Zootaxa. Band 3790, Nr. 2, 2014, ISSN 1175-5326, S. 319–356, doi:10.11646/zootaxa.3790.2.4 (englisch, mapress.com [PDF; abgerufen am 7. Januar 2017]).